# دين داونينج
دين داونينج (بالإنجليزية: Dean Downing)‏ هو مدير رياضي ‏ بريطاني، ولد في 24 يناير 1975 في روثرهام ‏ في المملكة المتحدة.

## وصلات خارجية
- الموقع الرسمي
- دين داونينغ على موقع الاتحاد الدولي للدراجات (الإنجليزية)
- دين داونينغ على موقع أرشيف الدراجات (الإنجليزية)
- دين داونينغ على موقع إحصائيات الدراجات الإحترافية (الإنجليزية)
- دين داونينغ على موقع نسبة الدراجات (الإنجليزية)